# Quantum satis

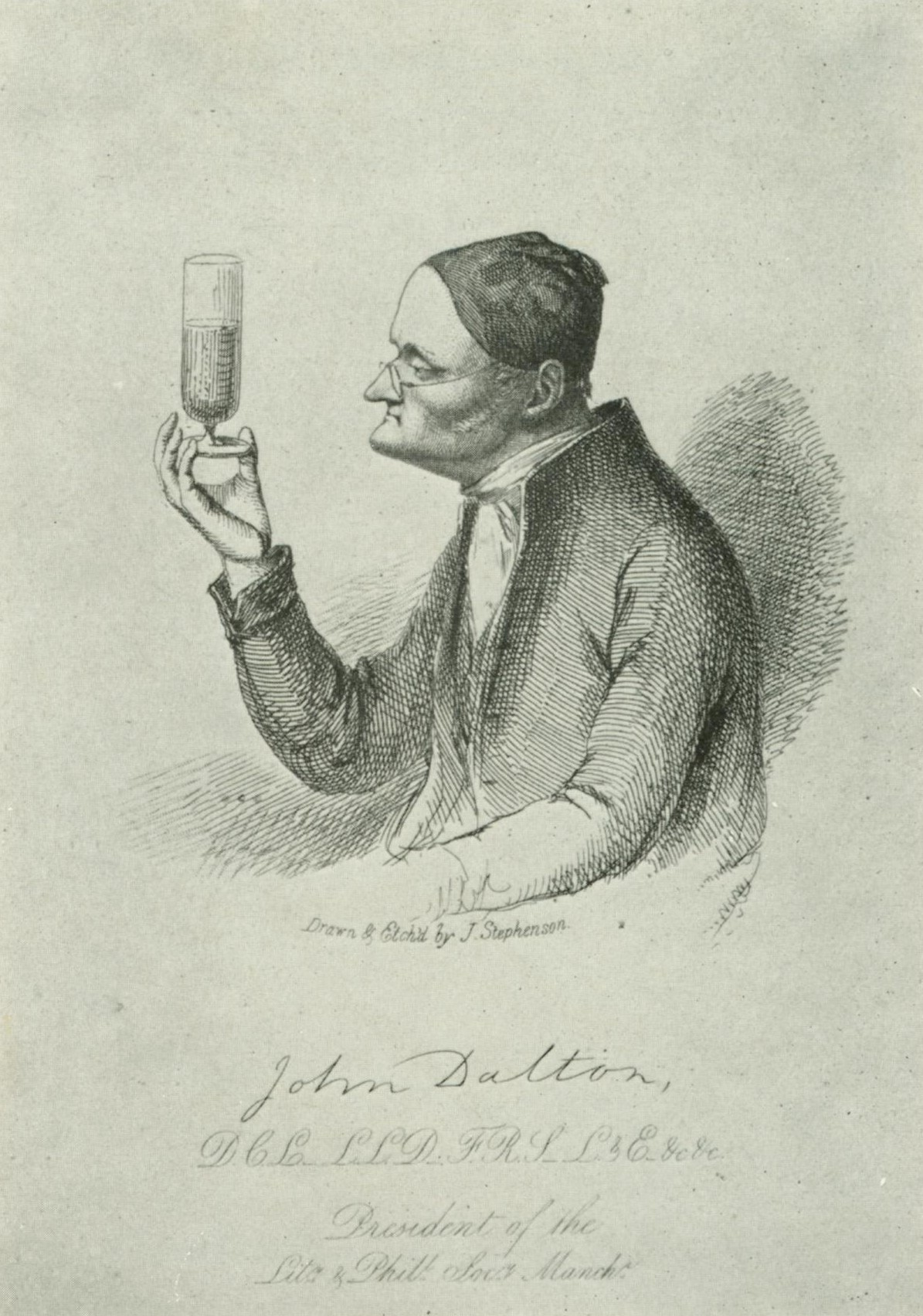
Dalton, creador de la química. Definió las proporciones de los elementos en los compuestos químicos.

Quantum Satis (abreviado a veces en la literatura especializada como qs o QS) es un término latino que significa la cantidad adecuada. Tiene sus orígenes en la especificación de cantidades en la medicina y farmacología y en la actualidad se emplea de la misma forma en la seguridad alimentaria dentro de la Unión Europea. La especificación de los ingredientes bajo la denominación "quantum satis" viene a decir: añade cuanto sea necesario de un ingrediente para que sea alcanzado el efecto deseado, pero no se añada más si se considera demasiado.